# Mario Pizziolo
Mario Pizziolo (Castellammare Adriatico, 1909. december 7. – Firenze, 1990. április 30.) világbajnok olasz labdarúgó, fedezet, edző.

## Pályafutása

### Klubcsapatban
A Livorno csapatában kezdte a labdarúgást. 1924-ben került a Ternana korosztályos csapatához. Ugyan ebben az évben mutatkozott be a Pistoiese első csapatában, ahol öt idényen át szerepelt. 1929 és 1936 között a Fiorentina meghatározó játékosa volt. Itt fejezte be az aktív labdarúgást 1936-ban.

### A válogatottban
1933 és 1936 között 12 alkalommal szerepelt az olasz válogatottban és egy gólt szerzett. Tagja volt az 1934-es világbajnoki címet nyert az olasz csapatnak.

### Edzőként
Két időszakban volt a Pescara vezetőedzője (1939-41, 1947–49). 1940-41-ben harmadosztályú bajnoki címet nyert a csapattal a Serie C-ben.

## Sikerei, díjai

### Játékosként
Olaszország
- Világbajnokság
  - világbajnok: 1934, Olaszország
- Európa kupa
  - győztes: 1933–35

 Fiorentina
- Olasz bajnokság (másodosztály) – Serie B
  - bajnok: 1930–31

### Edzőként
Pescara
- Olasz bajnokság harmadosztály – Serie C)
  - bajnok: 1940–41